# Mars Climate Orbiter
Mars Climate Orbiter (anciennement Mars Surveyor Orbiter) est une des deux sondes spatiales de l'agence spatiale américaine, la NASA, lancée en 1998 pour étudier la planète Mars. Cet orbiteur doit étudier la météorologie de la planète Mars, le cycle hydrologique et du dioxyde de carbone, dans le but de mieux modéliser le climat actuel de la planète, mais également de reconstituer les changements climatiques passés.
Mars Climate Orbiter est un orbiteur de petite taille d'une masse au lancement de 629 kg dont 291 kg d'ergols utilisés essentiellement pour s'insérer en orbite. La sonde spatiale emporte deux instruments : une caméra permettant de prendre des images en lumière visible et dans l'infrarouge ainsi qu'un radiomètre collectant des données dans les mêmes longueurs d'onde.
Mars Climate Orbiter est lancée le 11 décembre 1998 par une fusée Delta II 7425. Après un transit de 7 mois entre la Terre et Mars, elle entame les manœuvres d'insertion sur une orbite martienne le 23 septembre 1999. À la suite d'une confusion d'unités, commise par les ingénieurs de la NASA et admise à demi-mot plus tard par Edward Weiler, le responsable des programmes de sciences spatiales de la NASA, la sonde se place sur une orbite trop basse et est détruite en traversant à grande vitesse la partie supérieure de l'atmosphère martienne. En effet, les valeurs communiquées pour les valeurs de poussée du moteur de freinage par la firme Lockheed étaient exprimées dans des unités anglo-saxonnes, or les ingénieurs de la NASA ont cru avoir des données exprimées dans le système international comme spécifié dans le contrat de sous-traitance. Les valeurs utilisées dans les logiciels de calcul étaient donc erronées. Cet échec qui est suivi quelques mois plus tard par celui de Mars Polar Lander secoue fortement l'agence spatiale américaine. Il sonne l'arrêt du programme Surveyor qui prévoyait le lancement de deux missions martiennes à bas coût tous les deux ans (à chaque ouverture d'une fenêtre de lancement vers Mars). Il ne remet cependant pas en cause la politique des missions à coût modéré qui se poursuivra par la suite avec de grands succès.

## Contexte
Depuis le début de l'exploration spatiale, la planète Mars constitue l'objectif favori des missions d'exploration du système solaire. Contrairement aux autres planètes du Système solaire, Mars a sans aucun doute connu par le passé des conditions assez proches de celles régnant sur Terre qui ont pu, mais cela reste à confirmer, permettre l'apparition de la vie. Mars conserve encore actuellement une atmosphère ainsi que de l'eau à sa surface et sa proximité permet d'y envoyer relativement facilement des sondes spatiales. Mars constitue également une destination incontournable si les agences spatiales parviennent à développer un programme spatial habité ambitieux et, dans cette perspective, il est nécessaire d'effectuer des missions de reconnaissance.
Le premier engin humain à s'être posé en douceur sur Mars est l'atterrisseur soviétique Mars 3, le 2 décembre 1971, mais le contact avec la sonde est perdu seulement 20 secondes après l'atterrissage. Cette défaillance est attribuée à une tempête de poussière martienne. Le premier succès d'un atterrisseur martien vient le 20 juillet 1976, avec l'atterrissage réussi de la mission américaine Viking, dont les deux atterrisseurs transmettront des photographies en couleur et des données scientifiques durant plus de 6 ans.

### Le programme Mars Surveyor: des missions martiennes à faible coût

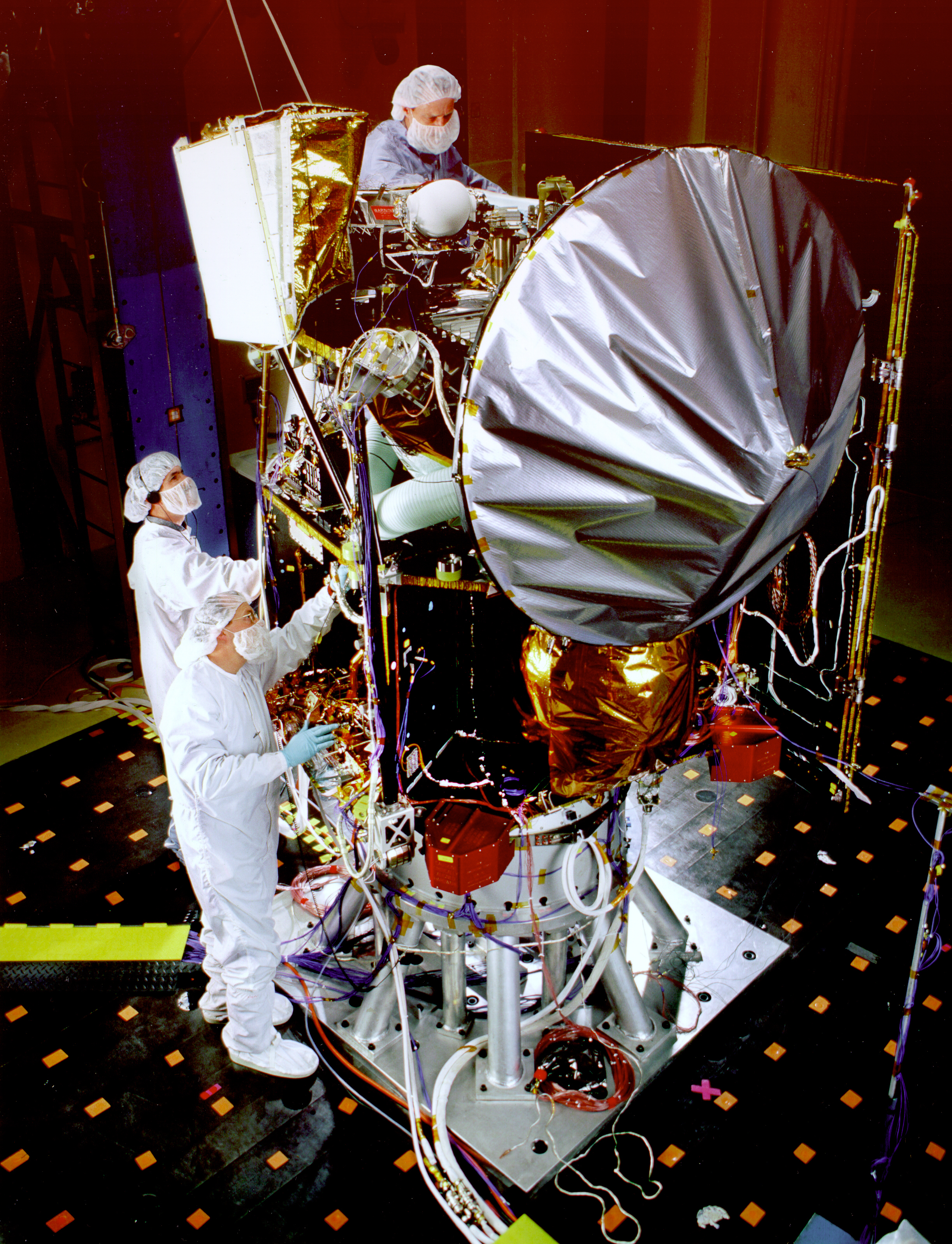
Tests de Mars Climate Orbiter.

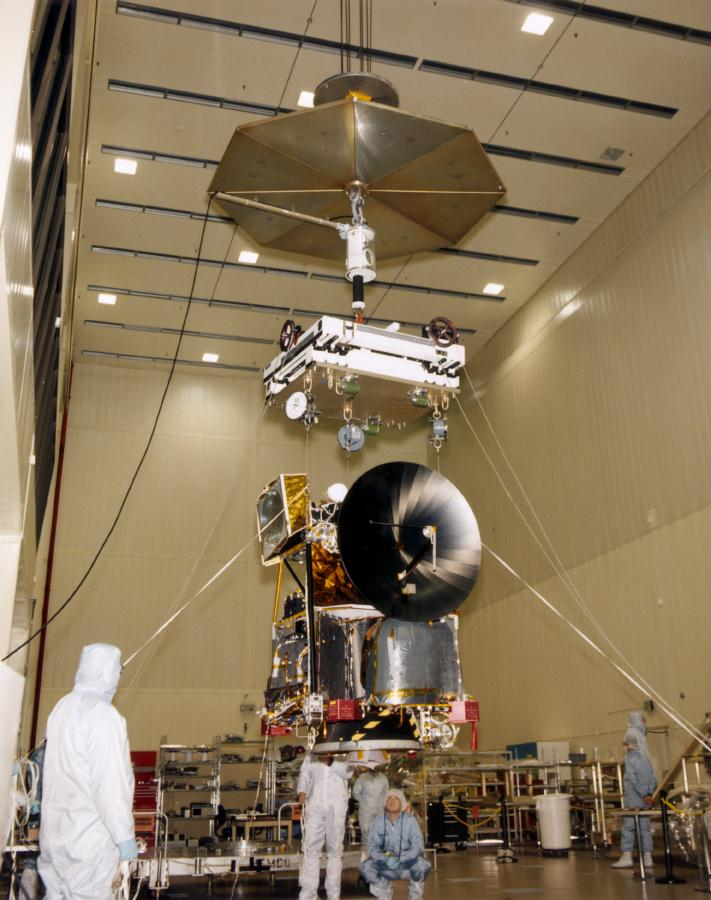
Assemblage de Mars Climate Orbiter.

La NASA lance, en 1992, la mission Mars Observer alors qu'il s'est écoulé dix-sept ans depuis le programme américain Viking et sa dernière mission Viking 2. Mais trois jours avant la date prévue pour l'insertion sur son orbite martienne, le contact avec la sonde spatiale est perdu. Mars Observer est la sonde la plus coûteuse lancée par la NASA et elle est perdue avant d'avoir accompli sa mission (813 millions de dollars de l'époque). Cet échec entraîne une révision de la stratégie d'exploration planétaire américaine : celle-ci doit désormais permettre d'envoyer davantage de sondes à budget serré de manière à ne pas tout perdre en cas d'échec. C'est le « better, faster, cheaper » qui devient la devise du nouveau programme Mars Surveyor. Dans le cadre de ce programme à chaque conjonction favorable de Mars et de la Terre (soit environ tous les deux ans), la NASA prévoit d'envoyer à la fois une sonde spatiale de type orbiteur, qui doit effectuer ses observations depuis l'orbite martienne, et une autre de type atterrisseur, chargée de se poser sur le sol martien pour y recueillir des données scientifiques. À la recherche d'économies d'échelle, la NASA passe en 1995 un accord avec Lockheed Martin Astronautics à Denver dans le Colorado pour la construction de ces sondes spatiales à bas coût. Les deux premières sondes sont lancées en 1996 et remplissent leur mission avec succès : l'atterrisseur Mars Pathfinder (exclu de l'accord avec Lockheed) se pose sur Mars et libère le premier robot mobile extraplanétaire, Sojourner, qui explore les environs durant quelques semaines ; l'orbiteur Mars Global Surveyor renvoie durant neuf ans une quantité inégalée de données sur l'atmosphère, la surface et la structure interne de Mars.

### Les deux sondes Mars Surveyor 98
Conformément à ses plans, la NASA développe pour un lancement en 1998 deux nouvelles sondes spatiales : Mars Climate Orbiter et Mars Polar Lander. Mars Climate Orbiter doit embarquer deux des instruments détruits avec la sonde Mars Observer et jouer le rôle de station météorologique martienne. Mars Polar Lander est chargé des opérations en surface. Depuis le début de l'exploration de Mars par des engins spatiaux, il est le premier dont l'objectif est de se poser aux latitudes élevées dans les régions proches du pôle pour y étudier le cycle de l'eau et du dioxyde de carbone. Le coût de la mission pour les deux sondes spatiales de 1998 est évalué à 327,6 millions US$ 98, dont 193 millions pour leur développement, 91,7 millions pour leur lancement et 42,8 millions pour les opérations en cours de mission.
Pour remplir sa mission, Mars Climate Orbiter doit circuler sur une orbite héliosynchrone à 421 km d'altitude qui lui permet de passer à chaque orbite à l'équateur à 4 h 30 de l'après-midi côté jour. Cette orbite fournit des conditions d'éclairage constantes. Comme la sonde vénusienne Magellan et la sonde martienne Mars Global Surveyor, Mars Climate Orbiter doit avoir recours à l'aérofreinage pour atteindre son orbite de travail : cette technique permet de réduire la quantité d'ergol nécessaire pour s'insérer en orbite autour de Mars. L'orbite initiale est fortement elliptique puis, durant 44 jours, la sonde effectue à chaque passage au périgée une plongée dans l'atmosphère plus dense qui, en la freinant, réduit son apogée jusqu'à aboutir à une orbite quasi circulaire.

## Objectifs
Les principaux objectifs scientifiques de la mission portent sur la distribution de l'eau sur Mars et l'étude du climat passé et présent. Du fait de la température qui dépasse très rarement 0 °C l'eau reste stockée tout au long de l'année dans les calottes polaires. Mais elle est également présente sans doute dans le sol mélangée physiquement et chimiquement à d'autres éléments du sol. La modélisation des températures dans les couches peu profondes sous la surface indique que la glace d'eau est sans doute présente dans les régions polaires. Les instruments doivent analyser le cycle climatique quotidien et saisonnier, mesurer les dépôts de givre et identifier les interactions entre la surface et l'atmosphère pour mieux comprendre le système global de la planète. Les autres objectifs majeurs sont :
1. Étudier les variations affectant la poussière atmosphérique et les matériaux volatiles ainsi que le dioxyde de carbone et l'eau sous leur forme gazeuse et solide. L'orbiteur doit effectuer ces observations sur une année martienne complète (687 jours terrestres);
2. Identifier les réservoirs situés en surface de matériaux volatiles et de poussière et observer leurs variations au cours de l'année. La caméra et le sondeur doivent pouvoir déterminer les limites des zones occupées par les différents matériaux et leurs changements au cours des saisons ;
3. Déterminer les processus climatiques qui déclenchent les tempêtes de poussière locales et régionales ainsi que les processus atmosphériques qui transportent les volatiles tels que la glace d'eau et les poussières tout autour de la planète;
4. Chercher des indices d'un changement climatique dans le passé : des strates de terrain dans les régions polaires semblent indiquer que des changements climatiques sont intervenus relativement récemment et que ces variations sont peut-être cycliques. Les études sur le climat originel de Mars comparé à celui de la Terre permettront de déterminer si les principaux déclencheurs du changement climatique martien sont des facteurs internes ou externes (telle qu'une modification de l'orbite).

La sonde doit également servir de relais radio à l'atterrisseur Mars Polar Lander sur toute la durée de sa mission de 3 mois.

## Caractéristiques techniques

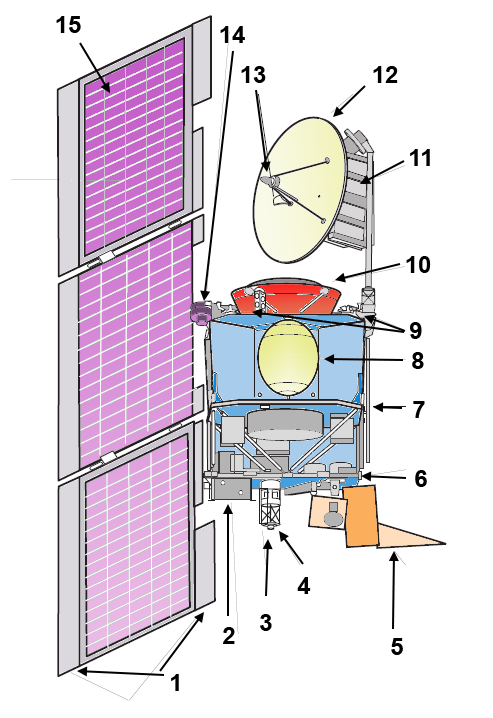
Schéma de la sonde : 1 Volets de trainée - 2 Batterie - 3 Caméras (en arrière-plan) - 4 Antenne UHF - 5 Radiomètre - 6 Pont des instruments scientifiques - 7 Pont des équipements - 8 Réservoir ergols (1/2) - 9 Grappes de micropropulseurs - 10 Tuyère du propulseur principal - 11 Amplificateurs de l'émetteur radio - 12 Antenne parabolique grand gain - 13 Antenne moyen gain - 14 Cardan des panneaux solaires - 15 Panneaux solaires.

Mars Climate Orbiter est un engin de forme parallélépipédique de 2 mètres de haut pour 1,6 mètre de large. La structure est constituée par des panneaux en nid d'abeille réalisés avec du composite en carbone et de l'aluminium. La sonde dispose pour ses manœuvres de 8 micro-propulseurs monoergol brûlant de l'hydrazine, dont quatre de 22 newtons de poussée pour les corrections de trajectoire et quatre de 0,9 N pour les corrections d'orientation. La sonde spatiale est stabilisée trois axes. L'orientation est déterminée par un viseur d'étoiles, des capteurs solaires et deux centrales à inertie. L'orientation est corrigée en utilisant soit les micro-propulseurs soit trois roues de réaction. L'insertion en orbite autour de Mars est effectuée par le propulseur principal de type LEROS 1B fournissant 640 N de poussée et brûlant un mélange d'hydrazine et de peroxyde d'azote,.
Les télécommunications utilisent une antenne parabolique de 1,3 mètre fonctionnant en bande X. Le transpondeur a été développé pour la mission Cassini–Huygens. L'énergie est fournie par trois panneaux solaires produisant 500 watts au niveau de l'orbite de Mars. Ces panneaux sont orientables et ont une longueur totale de 5,5 mètres. La sonde dispose de batteries nickel/hydrogène de 16 Ah. Les panneaux solaires sont conçus pour pouvoir assurer l'aérofreinage de la sonde durant la première phase de la mission autour de Mars. L'ordinateur de bord utilise un processeur IBM RAD 6000 pouvant être cadencé à 5 MHz, 10 MHz ou 20 MHz. La mémoire est constituée de 128 Mo de mémoire vive classique et de 18 Mo de mémoire flash. Par ailleurs, un récepteur UHF doit permettre de recevoir les données des missions se trouvant à la surface de la planète, en particulier de la mission Mars Polar Lander pour qu'elles soient ensuite relayées vers la Terre. Tous les équipements sont dupliqués sauf la batterie et le propulseur principal,.

## Instrumentation scientifique
La sonde emporte deux instruments scientifiques dérivés de ceux embarqués à bord de la mission Mars Observer :

### Caméra MARCI
La caméra MARCI (Mars Surveyor Color Imager) comprend deux caméras dont l'une est dotée d'un grand angle et l'autre dotée d'un objectif moyen. Toutes deux travaillent dans plusieurs bandes spectrales : UV, visible, et infrarouge. Ce sont des versions miniaturisés des caméras de Mars Observer (20 fois moins lourdes). La caméra grand angle fournit des vues quotidiennes et globales de l'atmosphère avec une résolution spatiale qui peut aller de 1  à   7,2 km/pixel en fonction du débit utilisé. La caméra à objectif moyen angle est destinée à la surveillance de la surface de Mars pour y détecter d'éventuels changements. Sa résolution est de 40 mètres par pixel.

### Radiomètre PMIRR
Le radiomètre PMIRR (Pressure Modulator Infrared Radiometer) travaille dans le domaine visible et infrarouge. Cet instrument était destiné à l’étude de la pression, de la température, des nuages, des poussières et de la vapeur d’eau de l’atmosphère martienne, et en particulier les variations spatiales et temporelles de ces paramètres. Il permet d'étudier la structure de l'atmosphère du sol jusqu'à une altitude de 80 km avec une résolution verticale de 5 kilomètres/pixel. Il permet de mesurer l'ensoleillement et les flux de chaleur renvoyés par la surface.

Instruments de Mars Polar Orbiter
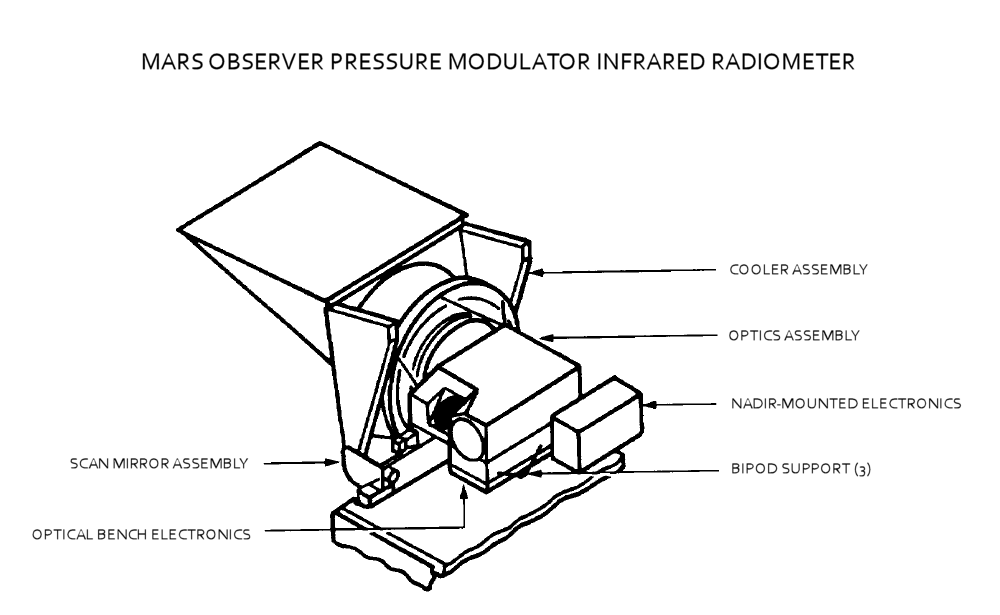
Schéma de PMIRR.
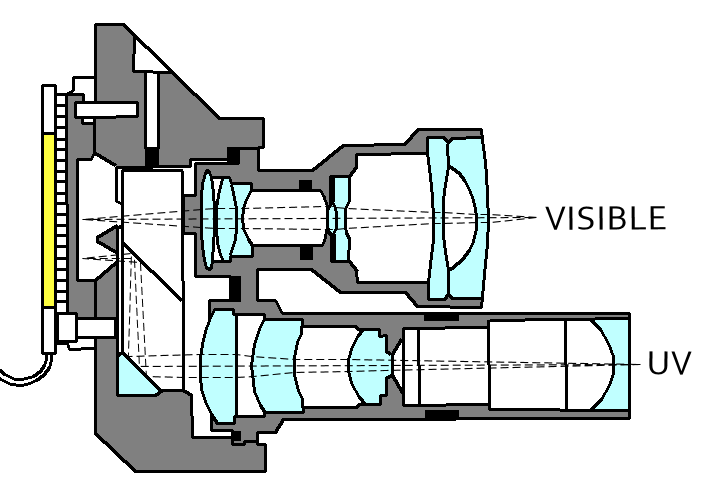
Schéma de la caméra grand angle de MARCI.
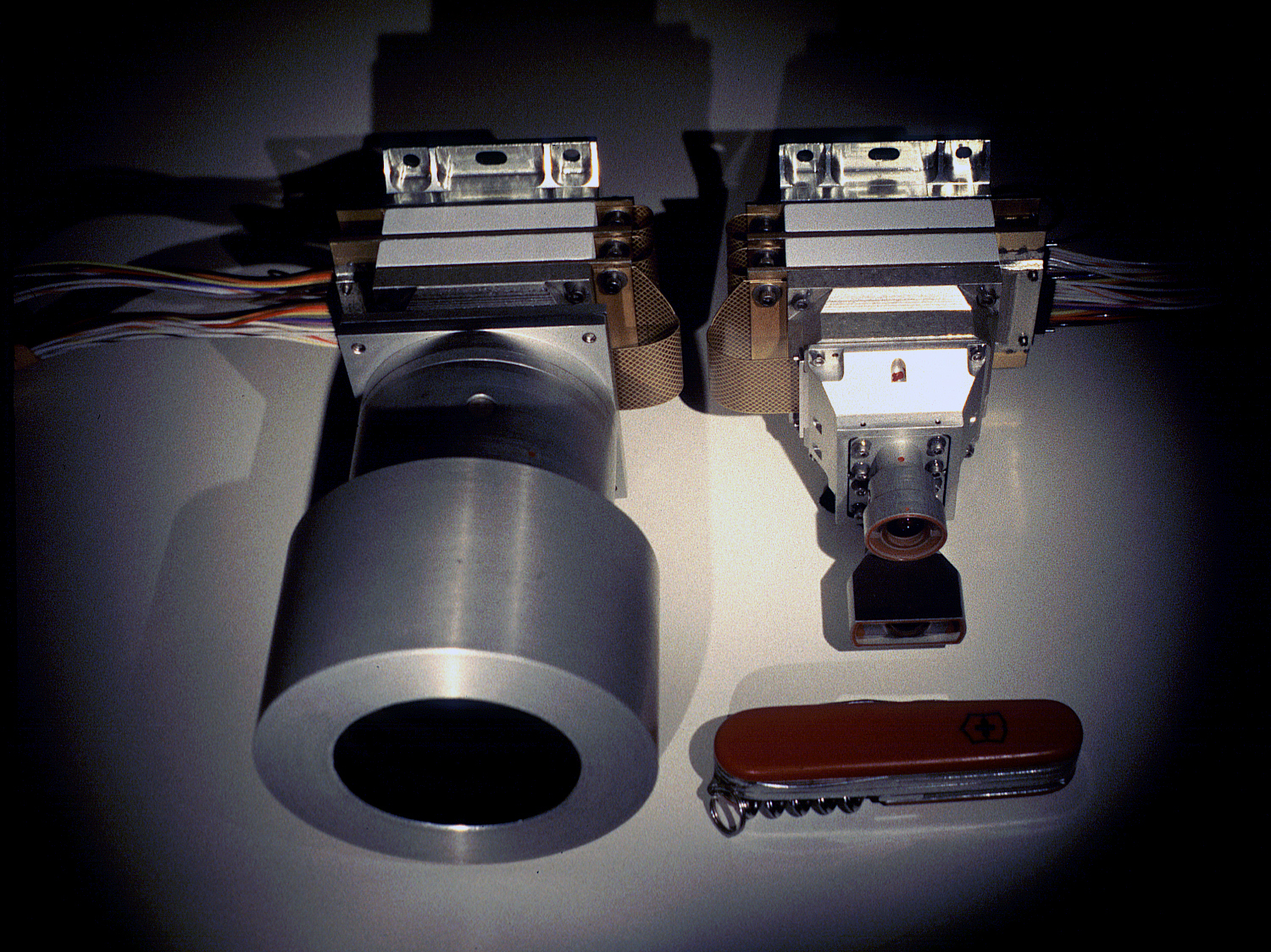
Les deux caméras MARCI.

## Déroulement de la mission

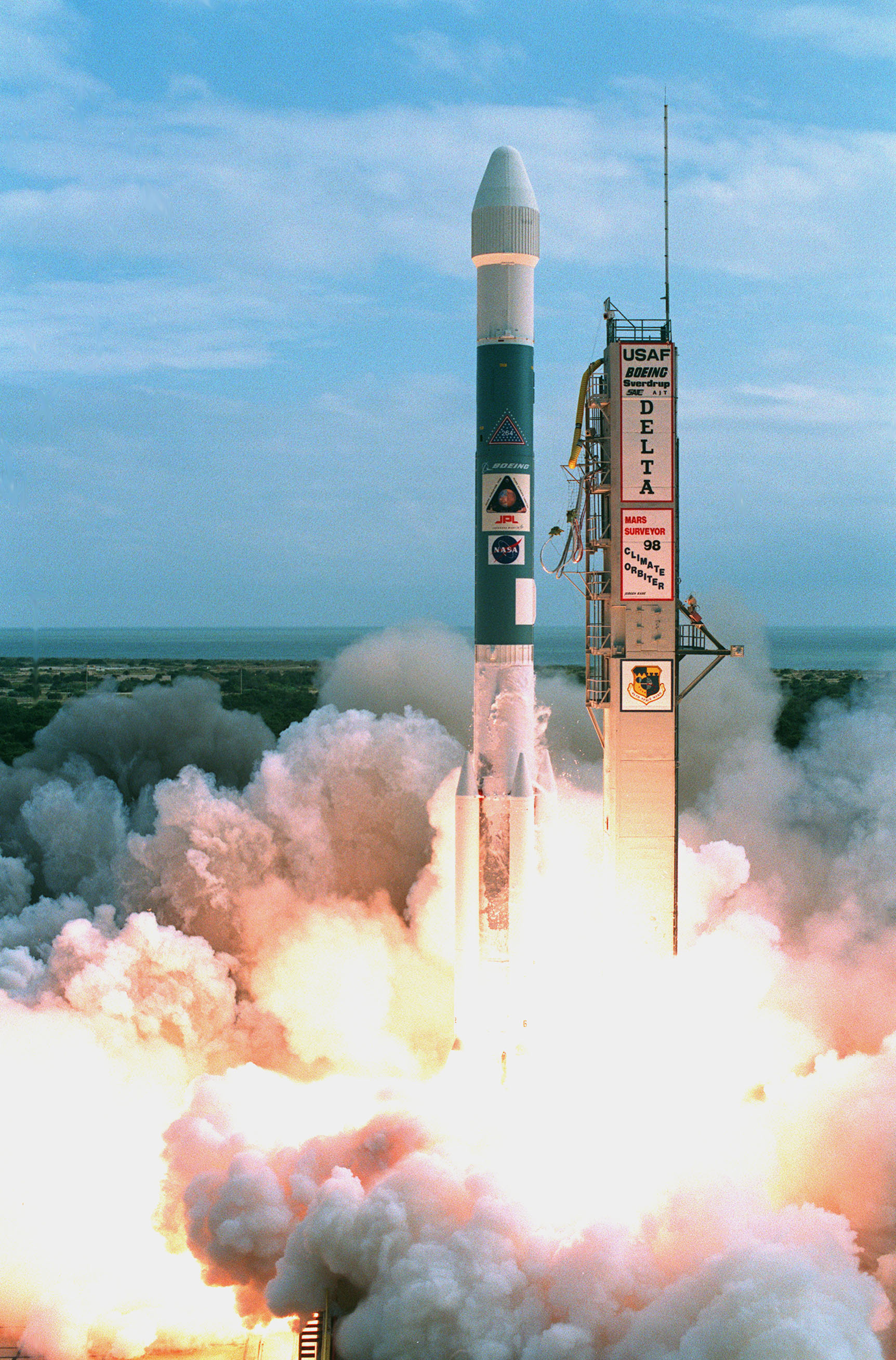
Lancement de Mars Climate Orbiter.

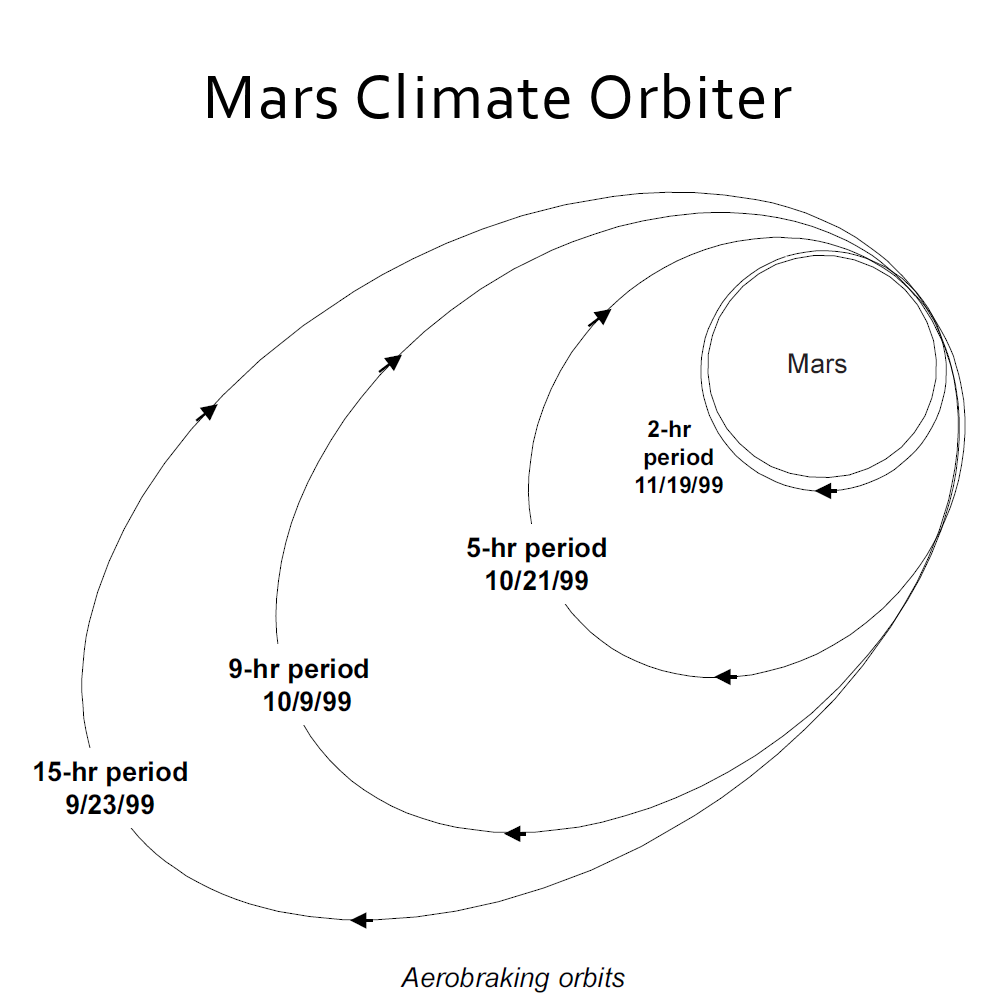
La sonde devait utiliser l'aérofreinage durant 3 mois pour se mettre en orbite.

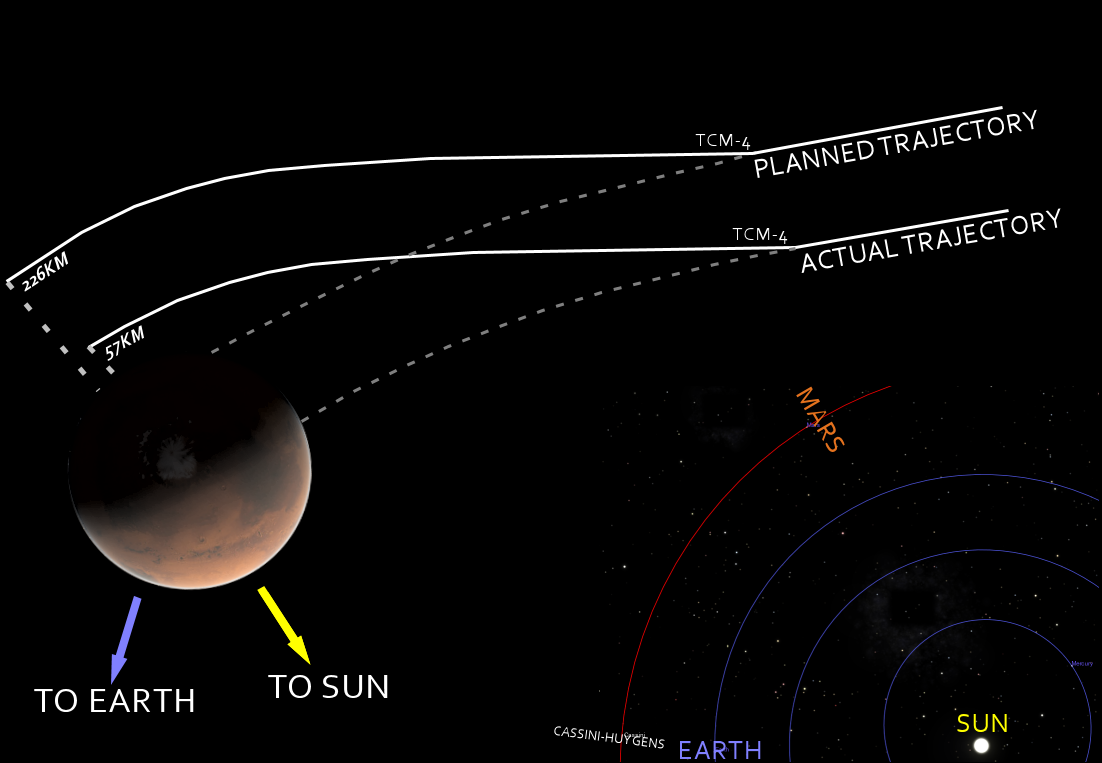
La sonde spatiale passe trop près de Mars et se heurte à une atmosphère beaucoup plus dense que prévu : trajectoire prévue et trajectoire réelle.

### Lancement et transit vers Mars (11 décembre 1998 - 23 septembre 1999)
La fenêtre de lancement vers Mars s'ouvre le 10 décembre et se referme le 17 décembre. Une deuxième fenêtre de lancement moins favorable (impliquant une phase d'aérofreinage plus longue à l'arrivée) va du 18 au 25 décembre. Mars Climate Orbiter est lancée par une fusée Delta II 7425 qui décolle de la base de Cape Canaveral le 11 décembre 1998, un jour après l'ouverture de la fenêtre de lancement vers Mars. La sonde spatiale est placée sur une trajectoire de transit vers Mars de type 2 (c'est-à-dire qu'elle va faire parcourir plus de 180° d'une orbite autour du Soleil), plus longue que la trajectoire de type 1 de Mars Pathfinder mais permettant d'arriver avec une vitesse plus faible. Durant son trajet de 9 mois et demi vers Mars, la sonde spatiale maintient ses panneaux solaires tournés vers le Soleil et maintient le contact avec la Terre avec ses antennes faible et moyen gain. Douze jours après le lancement la porte du radiateur de l'instrument PMIRR est ouverte pour acclimater le système de régulation thermique à l'environnement spatial. Quatre corrections de trajectoire sont prévues.
Une première modification de trajectoire modifiant la vitesse de 19,1 m/s est effectuée avec la propulsion le 21 décembre pour corriger les écarts liés au lancement et se diriger avec plus de précision vers sa cible. Des ajustements plus fins de la trajectoire sont effectués le 4 mars (0,86 m/s) et le 25 juillet. L'équipe au sol se rend compte que la sonde spatiale n'est pas exactement sur la trajectoire prévue mais son attention est distraite par un mauvais fonctionnement de l'articulation du panneau solaire qui fait passer Mars Climate Orbiter en mode survie. Il faut six semaines pour résoudre le problème et préparer une solution de contournement au cas où l'anomalie réapparaîtrait au moment de l'insertion en orbite ou durant les phases d'aérofreinage. Une quatrième correction de trajectoire est effectuée le 15 septembre. Selon les calculs effectués après cette manœuvre la sonde spatiale doit s'insérer en orbite en passant  à 173 km d'altitude  au lieu des 210 km prévu mais cette distance est considérée comme ne mettant pas la sonde spatiale en risque et la cinquième correction de trajectoire qui devait être effectuée le 20 septembre n'est pas réalisée.

### Perte de la sonde (23 septembre 1999)
Peu avant l'insertion en orbite le 23 septembre 1999, les panneaux solaires de Mars Climate Orbiter sont repliés sur le corps de la sonde spatiale et les communications à bord sont reconfigurées pour ne plus transmettre qu'une porteuse. Les responsables de la navigation annoncent que finalement la sonde spatiale passera à 110 km de la planète, ce qui reste acceptable. Le moteur principal de la sonde spatiale est mis à feu comme prévu à 9h49 UT, au grand soulagement du contrôle au sol. Cette phase propulsée qui doit ralentir la sonde spatiale pour l'insérer en orbite autour de Mars doit durer 16 minutes et 23 secondes. Cinq minutes après la mise à feu Mars Climate Orbiter passe derrière la planète, ce qui interrompt les communications. Si tout s’était bien passé, la sonde spatiale aurait dû émerger 20 minutes plus tard de l'autre côté de la planète et signaler sa présence en envoyant un signal radio. Mais celui-ci ne sera jamais reçu. 
Sur le moment, plusieurs hypothèses sont avancées, et les ingénieurs veulent croire que la sonde spatiale a survécu mais ne peut plus communiquer pour une raison ou une autre. Mais en refaisant les calculs de trajectoire, ils se rendent compte que la sonde spatiale est passée en fait à 57 km de la planète. À cette altitude et compte tenu de sa vitesse (environ 6 km/s), l'atmosphère martienne, déjà relativement dense, a détruit Mars Climate Orbiter. En dessous de l'altitude de 98 km, l'échauffement provoqué par le frottement a dû mettre hors service certains équipements, tandis qu'à 85 km, le système qui contrôle l'orientation ne pouvant plus compenser les forces de traînée, la sonde spatiale est devenue incontrôlable. Les panneaux solaires ont dû se détacher peu après et le corps de la sonde a sans doute été démantibulé, soit durant cette orbite, soit durant l'orbite suivante. Mars Climate Orbiter, ne devant pas se poser sur le sol martien, avait subi des procédures de décontamination légères. Cette rentrée atmosphérique involontaire est également le pire cas de contamination d'une autre planète depuis le début de l'ère spatiale.  
Immédiatement après cet échec, une commission est constituée pour détecter l'origine de cette anomalie de trajectoire. Les enquêteurs fournissent leurs conclusions dès le 29 octobre (le rapport sera publié le 1er février 2000). Un logiciel développé par les ingénieurs de Lockheed, concepteurs de la sonde, communiquait la poussée des micro-propulseurs en unités de mesure anglo-saxonnes (livre-force · seconde), tandis que le logiciel de l'équipe de navigation du JPL qui recevait ces données pour les calculs des corrections de trajectoire attendait des données en unités du système métrique (newton · seconde), soit un facteur 4,5 de sous-estimation ! Les petites corrections de trajectoire, effectuées au cours du transit vers Mars et faites sur la base des calculs erronés, avaient à chaque fois rapproché un peu plus la sonde spatiale de la surface de Mars et entraîné finalement sa destruction,,.

## Conséquences de l'échec
Quelques mois plus tard, le 3 décembre 1999, la sonde spatiale jumelle Mars Polar Lander est également perdue sans doute à la suite d'une erreur de conception. Les deux pénétrateurs Deep Space 2, qui utilisent Mars Polar Lander comme vaisseau mère et sont largués peu avant la rentrée atmosphérique, ne donnent plus aucune nouvelle par la suite. La perte à quelques mois d'intervalle de trois sondes spatiales martiennes est une énorme déconvenue pour la NASA et en particulier pour l'administrateur de l'Agence spatiale Daniel Goldin, promoteur du "better, faster, cheaper" (mieux, plus rapide, moins cher). Le JPL avait par ailleurs perdu, au début de l'année 1999 et peu après son lancement, le télescope spatial à bas coût WIRE à la suite de la fuite de son liquide réfrigérant due à une erreur de conception. Goldin, tout en faisant des excuses publiques lors d'un déplacement au Jet Propulsion Laboratory (établissement gestionnaire du programme), décide de maintenir sa décision de favoriser les missions à faible coût pour l'exploration du Système solaire. Il confirme qu'il est exclu de revenir à la politique antérieure des missions très coûteuses. La commission d'enquête ayant souligné que le coût des missions perdues avait été, dès le départ des développements, sous-évalué d'environ 30%, Goldin annonce que désormais ces missions auront un budget adapté à leur besoin. Les missions martiennes suivantes ainsi que celles du programme Discovery permettront effectivement à cette stratégie de porter ses fruits avec une série ininterrompue de succès, toutefois sans bloquer complètement le développement de missions beaucoup plus ambitieuses (Mars Science Laboratory).
Dans l'immédiat la NASA décide d'annuler le lancement des deux sondes Mars Surveyor 2001 : l'atterrisseur devait comporter un rover, baptisé Athena, aux capacités très proches des rovers MER. Heureusement pour l'exploration de Mars, les données recueillies à la même époque par l'orbiteur Mars Global Surveyor démontrent que Mars n'a pas toujours été une planète aride. Les responsables de la NASA, sous la pression des scientifiques, décident de préparer une nouvelle mission double, Mars Exploration Rover (MER), transportant chacune un rover capable d'étudier in situ la géologie martienne. Des copies des deux instruments scientifiques perdus sont embarquées à bord de la sonde Mars Reconnaissance Orbiter